# Таттерсолл, Дэвид
Дэвид Таттерсолл B.S.C. (англ. David Tattersall; 14 ноября 1960) — британский кинооператор. Он работал во многих высокобюджетных фильмах и был номинирован на премию Эмми за работу в телесериале «Хроники молодого Индианы Джонса». Два из его заметных сотрудничества включают работы с режиссёрами Джорджем Лукасом и Фрэнком Дарабонтом.

## Ранняя жизнь
Он учился в Голдсмитском колледже в Лондоне. Он затем отправился на учёбу в Национальную школу кино и телевидения в Биконсфилде, Бакингемшире.

## Избранные фильмы
- Убийства на радио / Radioland Murders (1994)
- Теодор Рекс / Theodore Rex (1995)
- Молль Флендерс / Moll Flanders (1996)
- Воздушная тюрьма / Con Air (1997)
- Солдат / Soldier (1998)
- Звёздные войны. Эпизод I: Скрытая угроза / Star Wars Episode I: The Phantom Menace (1999)
- Зелёная миля / The Green Mile (1999)
- Вертикальный предел / Vertical Limit (2000)
- Мажестик / The Majestic (2001)
- Звёздные войны. Эпизод II: Атака клонов / Star Wars Episode II: Attack of the Clones (2002)
- Умри, но не сейчас / Die Another Day (2002)
- Лара Крофт: Расхитительница гробниц 2 — Колыбель жизни / Lara Croft Tomb Raider: The Cradle of Life (2003)
- Три икса 2: Новый уровень / XXX: State of the Union (2005)
- Звёздные войны. Эпизод III: Месть ситхов / Star Wars Episode III: Revenge of the Sith (2005)
- Охота Ханта / The Hunting Party (2007)
- Пророк / Next (2007)
- Спиди-гонщик / Speed Racer (2008)
- День, когда Земля остановилась / The Day the Earth Stood Still (2008)
- Зубная фея / Tooth Fairy (2010)
- Голодный кролик атакует / Seeking Justice (2011)
- Путешествия Гулливера / Gulliver's Travels (2011)
- Путешествие 2: Таинственный остров / Journey 2: The Mysterious Island (2012)
- Паранойя / Paranoia (2013)
- Ромео и Джульетта / Romeo and Juliet (2013)
- Иностранец / The Foreigner (2017)

## Избранные работы на телевидении
- Хроники молодого Индианы Джонса / The Young Indiana Jones Chronicles (1992—1993)
- Ходячие мертвецы / The Walking Dead (2010)
- Город гангстеров / Mob City (2013)